# Nihotupu Falls
Die Nihotupu Falls sind ein Wasserfall im Gebiet der Ortschaft Waiatarua in den Waitākere Ranges der Region Auckland auf der Nordinsel Neuseelands. Er liegt im Lauf des Nihotupu Stream. Seine Fallhöhe beträgt rund 6 Meter.
Vom Wanderparkplatz an der Piha Road führt der Upper Nihotupu Track in rund 20 Gehminuten zum Wasserfall.